# فنانون عرب في قائمة غينيس
فنانون عرب في قائمة غينيس، هي قائمة بفنانين من العالم العربي حققوا أرقاماً قياسية عالمية في موسوعة غينيس، بدءًا من الفنان السوري، صباح فخري، الذي كان أول فنان عربي يحقق رقماً قياسياً، ومروراً والفنانة السورية- السويدية، فايا يونان، والفنانين المصريين، عمرو دياب وتامر حسني، والفنان السعودي، محمد عبده.

## القائمة
تضم موسوعة غينيس للأرقام القياسية 5 فنانين عرب:
| الفنان     | تاريخ توثيق الرقم القياسي | الرقم القياسي |
| ---------- | ------------------------- | --- |
| محمد عبده  | يناير 2022                | دخل موسوعة غينيس للأرقام القياسية، كونه الفنان الأكثر امتلاكاً لعدد نسخ هولوغرام متشابهة ومتزامنة لشخص، بعد أن ظهر عبر تقنية "الهولوغرام" بخمسة نسخ مختلفة، في ليلة المعازيم التي أقيمت في مسرح "محمد عبده" في منطقة بوليفارد الرياض. |
| تامر حسني  | ديسمبر 2019               | دخل موسوعة غينيس للأرقام القياسية، بعد أن شارك 12,086 شخص في جدارية، وأصبح أكبر عدد لأشخاص يشاركون في جدارية حول العالم |
| عمرو دياب  | سبتمبر 2016               | دخل موسوعة غينيس للأرقام القياسية، كأكثر فنان يحصد أكثر عدد جوائز الموسيقى العالمية لأكثر فنان شرق أوسطي مبيعاً |
| فايا يونان | أبريل 2015                | دخلت موسوعة غينيس للأرقام القياسية، كأول أول فنانة شرق أوسطية تحصل على تمويل جماعي لأغنية انطلاق، حيث استخدمت منصة للتمويل الجماعي لإطلاق مسيرتها المهنية الموسيقية بأغنية "أحب يديك"، وعبر 119 مساهماً جمعت 25000 دولار              |
| الشاب خالد | أبريل 2000                | دخل موسوعة غينيس للأرقام القياسية، كفنان الأكثر مبيعاً في موسيقى الراي، حيث باع أكثر من 3 ملايين ألبوم في جميع أنحاء العالم، وأصبح أول فنان عربي يدخل الموسوعة                                                                        |